# 日高徳洲会病院
日高徳洲会病院（ひだかとくしゅうかいびょういん）は北海道日高郡新ひだか町にある医療機関である。

## 診療科・部門

### 診療科
出典
- 漢方内科
- 内科
- 循環器内科
- 胃腸内科
- 消化器内科
- 小児科
- 外科
- 整形外科
- 脳神経外科
- 泌尿器科
- リハビリテーション科
- 放射線科
- 人工透析内科

### 部門
出典
- 看護部
- 薬剤部
- リハビリテーション科
- 検査科
- 放射線科
- 透析センター
- 栄養管理科
- 通所リハビリセンター
- 訪問看護・訪問介護
- 連携・医療相談室
- 居宅介護支援センター

## 指定医療機関
出典
| 保険医療機関                               | 救急告示医療機関                 |
| 生活保護法指定医療機関                     | 労災保険指定医療機関             |
| 結核予防法指定医療機関                     | 被爆者一般医療機関               |
| 政府管掌健康保険生活習慣病予防健診実施期間 | 東洋医学会専門医制度指定研修施設 |